# Ігнатово (Калінінградська область)
Ігнатово (рос. Игнатово) — селище Німанського району, Калінінградської області Росії. Входить до складу Лунінського сільського поселення.
Населення —  24 особи (2015 рік). 